# Ganonema circulare
Ganonema circulare är en nattsländeart som beskrevs av Schmid 1959. Ganonema circulare ingår i släktet Ganonema och familjen Calamoceratidae. Inga underarter finns listade i Catalogue of Life.